# Promenade Pierre Vernier

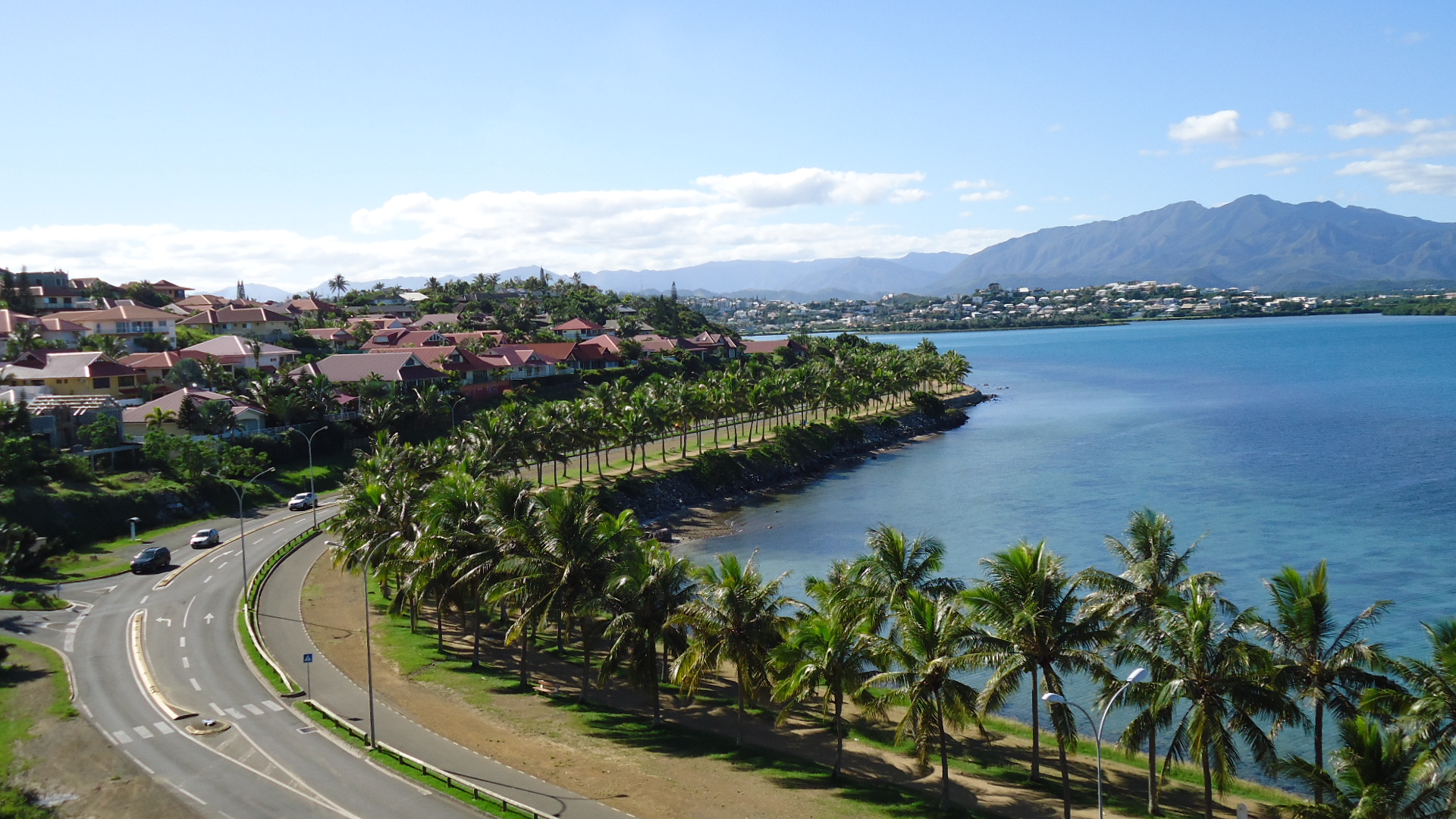
Promenade Pierre Vernier

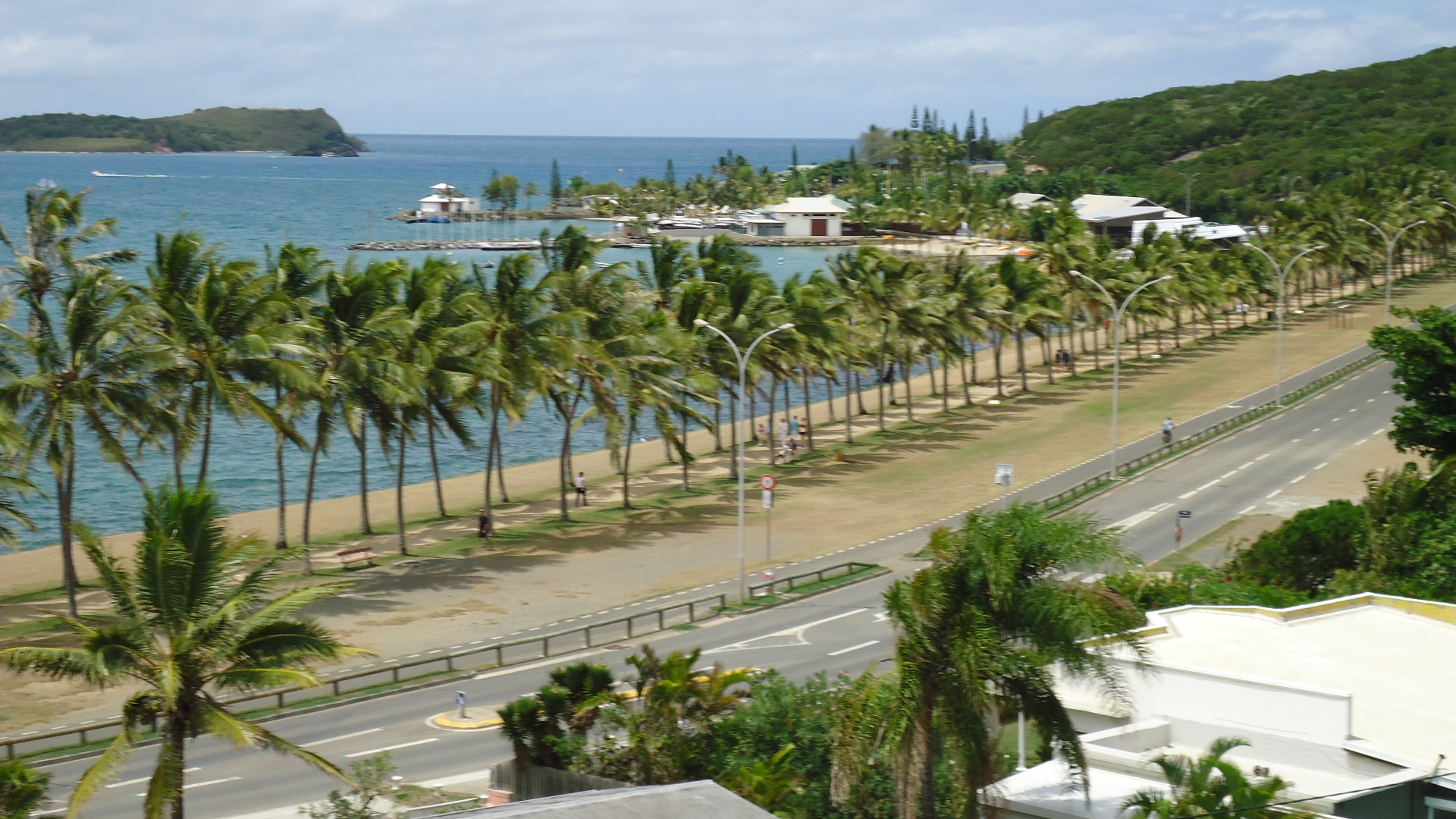
Promenade Pierre Vernier am Wassersportzentrum Côte Blanche

Die Promenade Pierre Vernier ist eine vier Kilometer lange Küstenstraße mit separatem Fuß- und Fahrrad- bzw. Skateweg in Nouméa im französischen Überseegebiet Neukaledonien. Sie verbindet die Buchten Anse Vata und Baie de Sainte Marie im Süden der Halbinsel. Ihr Bau geht auf die Initiative von Bürgermeister Pierre Vernier Anfang der 1930er Jahre zurück, der damit die noch unbesiedelte Bucht Sainte-Marie besser erschließen wollte. Er ließ den untersten Teil eines bis in das Meer ragenden Berges abtragen und eine Straße herum bauen, die anschließend immer mehr verbreitert wurde. Entlang der Promenade entstanden Fitness- und Sportanlagen. Sie dient zudem als Austragungsort verschiedener Sportwettbewerbe wie dem Triathlon Shell Trophée Pacific, dem jährlichen Frauenlauf La Nouméenne  oder dem jährlichen Rainbow Race sowie der jährlichen Weihnachtsparade des Motorradfahrerinnenclubs Les rideuses du Caillou.

## Verlauf
Die Promenade beginnt am südlichen Ende der Bucht Anse Vata nahe der Pointe Magnin am Abzweig zum Berg Ouen Toro. Sie bildet die Fortsetzung der von der Baie des Citrons führenden Promenade Roger Laroque. An dieser Stelle befinden sich ein kleiner Park, mehrere Tennisplätze und ein Schwimmbad. Nach Umrundung der südlichsten Spitze der Nouméa-Halbinsel führt sie an der Pointe Cluzel und dem Wassersportzentrum Côte Blanche vorbei in nördliche Richtung und passiert anschließend die Stadtviertel Val Plaisance und N'Géa, bis sie dort am Kreisverkehr Rond-point de l'Eau-Vive mit der kurzen Verlängerung Rue Maurice Meunier endet. Die Strecke wird von Palmen gesäumt und ist mit zahlreichen Wasserbrunnen, Picknicktischen und Sitzbänken ausgestattet. Am nördlichen Ende befindet sich der 2019 eröffnete, drei Hektar große Parc urbain de Sainte Marie. Er bietet neben der Maison de la Biodiversité (Haus der Biodiversität) und einem Amphitheater zahlreiche Fitnessanlagen, eine Slackline und einen Steg durch den Mangrovenwald zur Ouémo-Halbinsel.